# Strike – Mädchen an die Macht!
Strike – Mädchen an die Macht! ist ein Film der amerikanischen Regisseurin Sarah Kernochan aus dem Jahr 1998.

## Handlung
In der Mitte des Schuljahrs 1963 wechselt Odette auf ein streng geführtes Mädcheninternat in Neuengland. Die Schulleiterin setzt sich für die Entwicklung der Persönlichkeit der Schülerinnen ein. Eines Tages erfährt sie, dass die Schule wegen finanzieller Schwierigkeiten mit einem Jungeninternat zusammengelegt werden soll.
Die Mädchen organisieren einen Aufstand und fordern eine Abstimmung über die Zusammenlegung der Schulen. Am Ende setzen sich die Mädchen durch und die Schule bleibt ein reines Mädcheninternat.

## Kritiken
- Lexikon des internationalen Films: „Die in ein nostalgisches Gewand gekleidete "Girlie-Power"-Attitüde des Films wirkt durch die uninspirierte Regie eher aufgesetzt als originell. Gleichzeitig mangelt es der Inszenierung an Humor, was die jugendlichen Nachwuchsdarsteller nur teilweise überspielen können.“[1]
- Zeitschrift Cinema: „Von typischen Pennäler-Sex-Scherzen über drollige Slapstick-Intermezzi bis zu ernsten Problemen wie Bulimie reicht das 'Strike!'-Spektrum, wobei ein feministischer Grundanstrich das Ganze zusammenhält. Das nostalgische Flair – die Story spielt in den 60ern – und aufgeweckte Jungstars wie Kirsten Dunst ('Interview mit einem Vampir') und Heather Matarazzo ('Willkommen im Tollhaus') verbuchen weitere Sympathiepunkte. Daß die Ästhetik eher an ein Fernsehspiel als an einen Kinofilm erinnert, ist nicht wirklich schlimm.“[2]
- www.tvtv.de: „Eine heitere Girlie-Komödie und ein gar nicht so ernsthaft geführter Geschlechterkampf in den bunten 60ern. Regisseurin Sarah Kernochan sorgt dafür, dass im Film sowohl Männer als auch Frauen ihr Fett abbekommen … Ähnlich tat sie es in '9 1/2 Wochen', für den sie das Drehbuch schrieb.“